# Ернст II (князь Гогенлое-Лангенбурзький)
Князь Ернст II Гогенлое-Лангенбурзький (нім. Ernst II. zu Hohenlohe-Langenburg), повне ім'я Ернст Вільгельм Фрідріх Карл Максиміліан Гогенлое-Лангенбурзький (нім. Ernst Wilhelm Friedrich Carl Maximilian Fürst zu Hohenlohe-Langenburg; 13 вересня 1863 —  11 грудня 1950) — князь Гогенлое-Лангенбурзький у 1913—1950 роках, син попереднього князя Гогенлое-Лангенбурзького Германа та баденської принцеси Леопольдіни. Регент Саксен-Кобург-Готського герцогства у 1900—1905 роках. Заступник начальника колоніального відділу міністерства закордонних справ у 1905—1906 роках. Член Вищої палати Вюртемберзького ландтагу від 1895 року та депутат рейхстагу Німецької імперії у 1907—1911 роках. Перебував на дипломатичній службі. Член НСДАП від 1936 року.

## Біографія
Ернст народився 13 вересня 1863 року у Лангенбурзі. Він став первістком в родині князя Гогенлое-Лангенбургу Германа та його дружини Леопольдіни Баденської, з'явившись на світ менш, ніж за рік після їхнього весілля. Родина згодом поповнилася доньками Елізою та Феодорою. Резиденцією сімейства був замок Лангенбург.
Здобув середню освіту у Великогерцогській гімназії Карлсруе, після чого до 1885 року вивчав юриспруденцію в університетах Парижа, Бонна, Тюбінгена та Лейпцигу. Був членом студентських братств Corps Suevia Tübingen та Corps Borussia Bonn. Проходив офіцерську підготовку у Головній кадетській школі Пруссії у Ліхтерфельде у 1885—1889 роках. Мав чин лейтенанта 2-го гвардійського полку драгунів. Від 1889 року стажувався в міністерстві іноземних справ. Здавши екзамен у 1891 році, до 1894 працював третім секретарем посольств у Санкт-Петербурзі та Лондоні. Згодом допомагав батькові, який отримав призначення на посаду генерал-губернатора Ельзас-Лотарингії. Від 1895 року представляв його у Вищій палаті Вюртемберзького ландтагу.
Наприкінці 1895 року заручився із британською принцесою Александрою, середньою донькою правлячого герцога Саксен-Кобург-Готи Альфреда, в яку закохався ще під час їхньої першої зустрічі на вечірці в Обердорфі влітку 1894. Партія була організована матір'ю нареченої, батько був проти, вважаючи майбутнього зятя нижчим за походженням.
У віці 32 років Ернст узяв шлюб із 17-річною Александрою Саксен-Кобург-Готською. Весілля відбулося 20 квітня 1896 у замку Еренбург у Кобурзі. У подружжя народилося п'ятеро дітей.
У 1897 році вийшов у відставку з дипломатичного корпусу.
За пропозицією кайзера Вільгельма II, після смерті тестя влітку 1900 року, став регентом при 16-річному зятеві Карлові Едуардові, який протягом наступних п'яти років здобував необхідну освіту. Завдяки ліберальній політиці та простому характеру Ернст був популярним серед народу. На його честь були названі Башта Принца-Регента (Prinzregententurm) у Нойштадті та міст Гогенлое (Hohelohe-Brücke) у Кобурзі. Коли Карл Едуард на свій 21-й день народження перебрав повноту влади, Ернст залишив Саксен-Кобург-Готу, однак продовжував регулярно її навідувати.

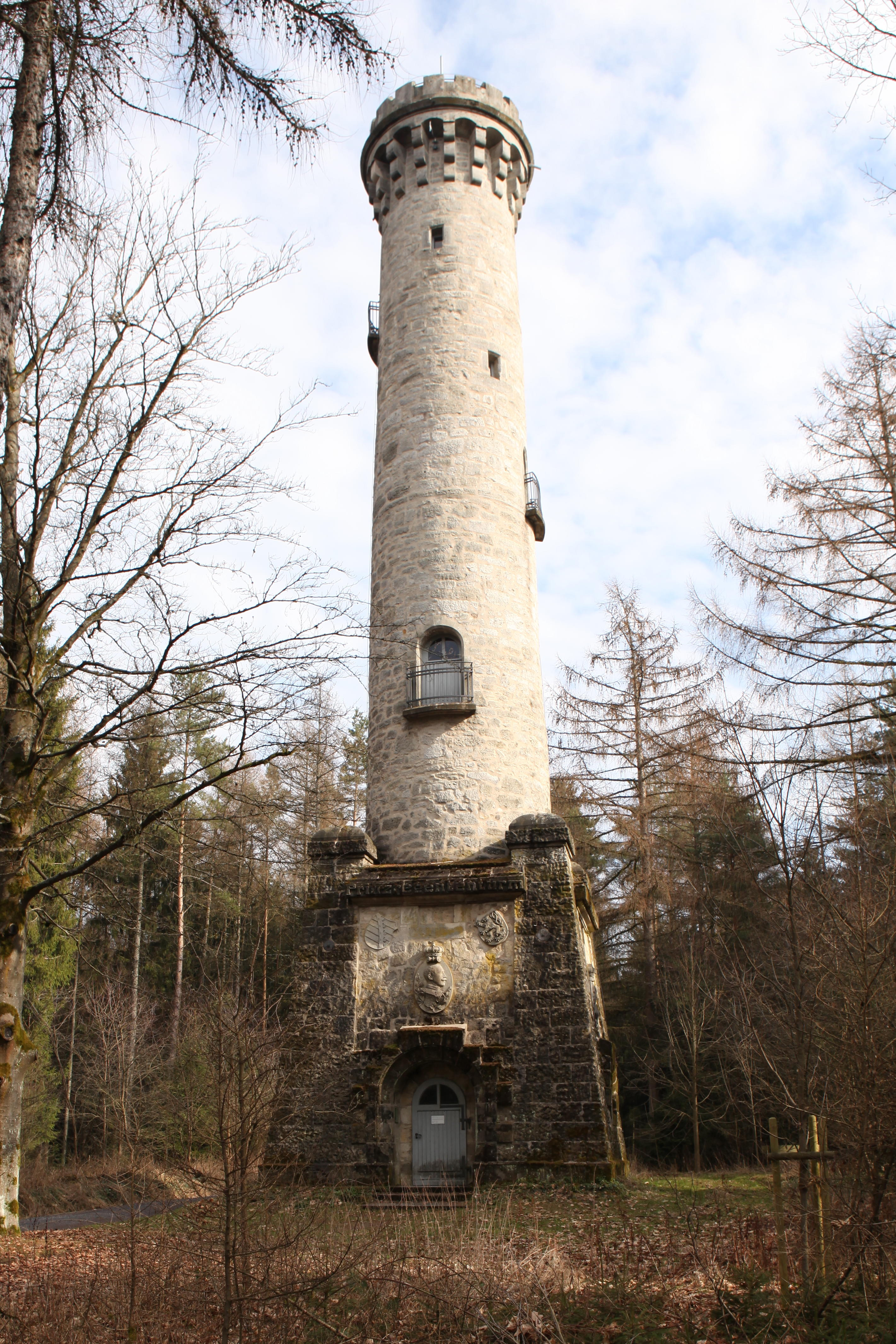
Башта Принца-Регента, 2014

За добре виконання регентських обов'язків Вільгельм призначив його заступником начальника колоніального відділу міністерства закордонних справ із майбутнім підвищенням. Проте, через внутрішні суперечки у рейхстагу, наступного року залишив свою посаду. У 1907 році князь повернувся до рейхстагу як депутат від Готи. Він зміг стати віце-президентом у 1909 році як компромісний кандидат від правого консервативного табору. Обіймав цю посаду також нетривалий час, не бажаючи погоджуватися зі звичаями парламентських дебатів.
Після кількох спроб закріпитися на політичній арені, перейшов до управління батьківською спадщиною, яку отримав у 1913 році. Був активним у соціальній сфері, в першу чергу, у протестантській церкві, ордені Святого Іоанна та Червоному Хресті. В цих інститутах він займав ключові позиції на місцевому та державному рівнях, завдяки чому, разом зі своїм членством в численних фондах та асоціаціях, мав обширні зв'язки та листувався із аристократичним, політичними та науковими колами. Серед його адресатів були Максиміліан Баденський, Пауль фон Гінденбург та Козіма Вагнер.
У 1914 році отримав звання підполковника. Під час Першої Світової війни був генеральним делегатом Добровольчої сестринської організації на Східному фронті. Його дружина в цей час працювала сестрою милосердя у Червоному Хресті. У 1915 році був спеціальним посланцем у Константинополі та на Балканах. У 1918 став імперським комісаром та військовим інспектором.
Після падіння монархії восени 1918 року Ернст втратив місце у Вюртемберзькому ландтагу. Його син почав вивчати економіку в Гайдельбергу і зробив кар'єру у банківській справі.
У 1936 році князь вступив до НСДАП із номером членства 3726902. Дружина в останні роки життя багато хворіла і померла навесні 1942, перед 46-ю річницею їхнього весілля.
Після Другої Світової війни, на якій втратив онука, Ернст відійшов від справ. Був членом Асамблеї Євангелічної церкви Німеччини ( Deutscher Evangelischer Kirchentag), почесним президентом Вюртемберзького Червоного Хреста та Євангелічної Ліги Вюртембергу (Evangelischen Volksbund für Württemberg).
Помер 11 грудня 1950 року у Лангенбурзі. Похований на родинному цвинтарі Лангенбургу поруч із молодшим сином Альфредом.

## Родина

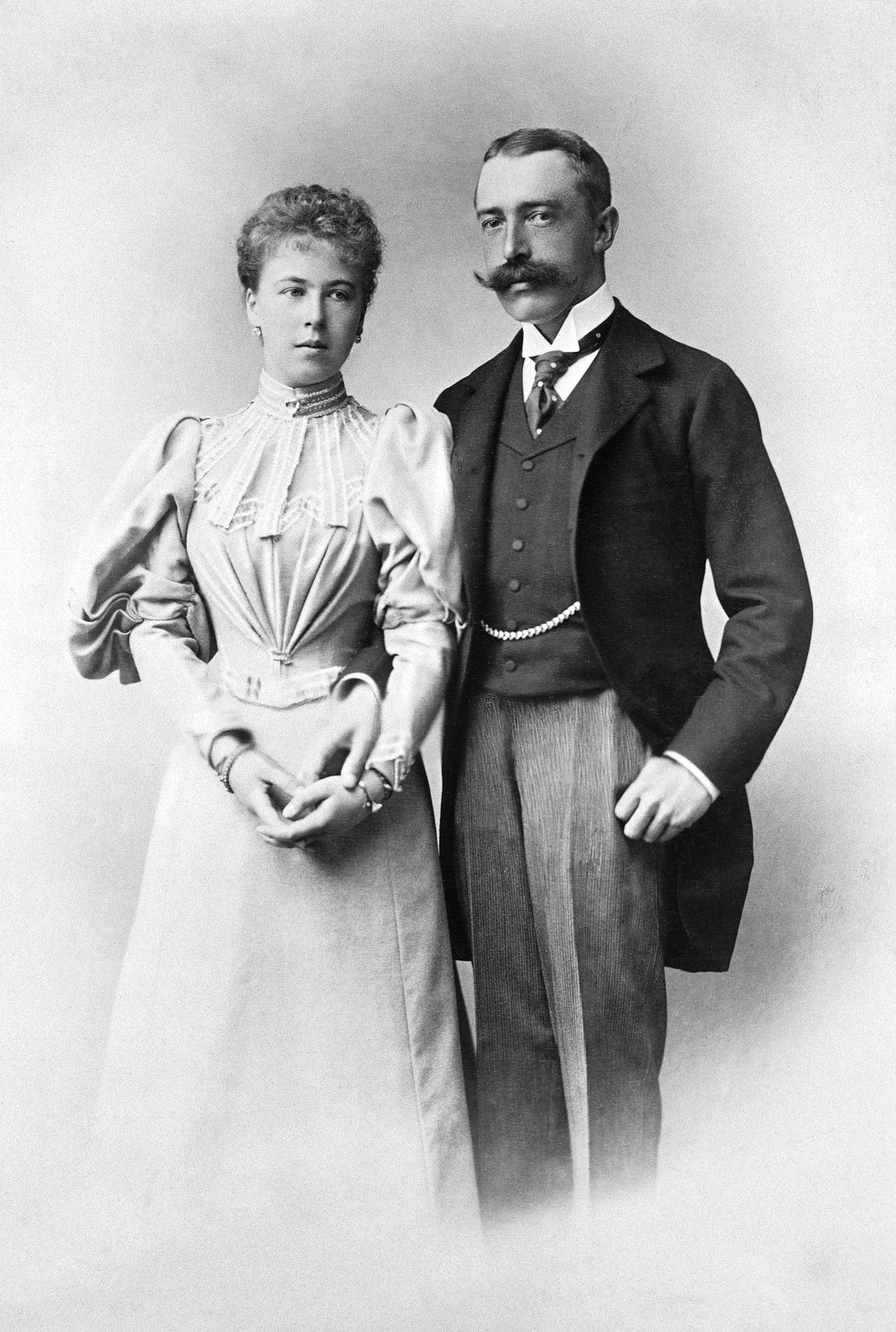
Ернст із Александрою, світлина Едуарда Уленгута, квітень 1896

Дружина —  Александра Саксен-Кобург-Готська
Діти:
- Ґотфрід (1897—1960) — наступний князь Гогенлое-Лангенбурзький у 1950—1960 роках, був одружений із принцесою Греції та Данії Маргаритою, мав п'ятеро дітей;
- Марія Меліта (1899—1967) — дружина герцога Шлезвіг-Гольштейнського Вільгельма Фрідріха, мала четверо дітей;
- Александра (1901—1963) — одружена не була, дітей не мала;
- Ірма (1902—1986) — одружена не була, дітей не мала;[13]
- Альфред (16—18 квітня 1911) — прожив 2 дні.

## Нагороди
- Орден Фрідріха (Вюртемберг), великий хрест (1893)
- Орден Червоного орла 2-го класу (Прусське королівство; 12 травня 1896)
- Орден Лазні, почесний великий хрест (Британська імперія; 22 жовтня 1897)
- Орден Альберта (Саксонія), великий хрест із золотою зіркою (1900)
- Орден Вюртемберзької корони, великий хрест (1901)
- Орден Вірності (Баден) (1904)
- Орден Бертольда I (Велике герцогство Баденське; 1904)
- Орден Святого Йоанна (Бранденбург)